# Gimnastyka na Letnich Igrzyskach Olimpijskich 1904 – ćwiczenie na drążku
Ćwiczenie na drążku było jedną z jedenastu konkurencji gimnastycznych rozgrywanych podczas III Letnich Igrzysk Olimpijskich w Saint Louis. Zawody odbyły się w dniu 28 października 1904.
Nie zachowały się informacje o liczbie zawodników stratujących w tej konkurencji. Znamy tylko nazwiska medalistów. Wszyscy oni pochodzili ze Stanów Zjednoczonych Ameryki.

## Wyniki
| Pozycja | Zawodnik      | Punkty |
| ------- | ------------- | ------ |
| 1.      | Anton Heida   | 40     |
| 1.      | Edward Hennig | 40     |
| 3.      | George Eyser  | 39     |